# William Ormsby-Gore, 4. Baron Harlech

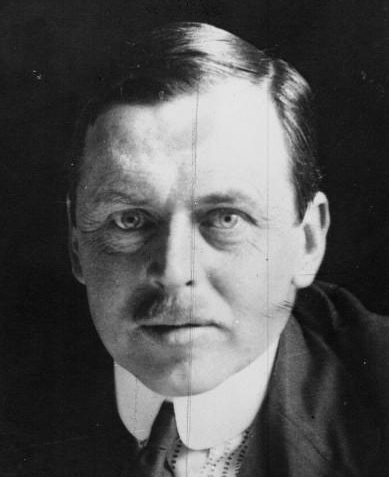
William Ormsby-Gore (1936)

William George Arthur Ormsby-Gore, 4. Baron Harlech, KG, GCMG, PC (* 11. April 1885 am Eaton Square, Belgravia, London; † 14. Februar 1964 in Bayswater, London) war ein britischer Bankmanager und Politiker der Conservative Party, der unter anderem zwischen 1910 und 1938 Mitglied des Unterhauses (House of Commons) war. Er war 1931 in der ersten Nationalen Regierung Postminister (Postmaster-General) sowie zwischen 1931 und 1936 in der zweiten und dritten Nationalregierung Minister für öffentliche Arbeiten (First Commissioner of Works). Nach einer Kabinettsumbildung fungierte er von 1936 bis 1938 in der dritten und vierten Nationalregierung als Minister für die Kolonien war. 1938 erbte er beim Tod seines Vaters den Titel 4. Baron Harlech und war als solcher bis zu seinem Tod 1964 Mitglied des Oberhauses (House of Lords), so dass er 54 Jahre lang dem Parlament des Vereinigten Königreichs als Mitglied angehörte.

## Leben

### Herkunft, Wahl zum Unterhausabgeordneten und Erster Weltkrieg

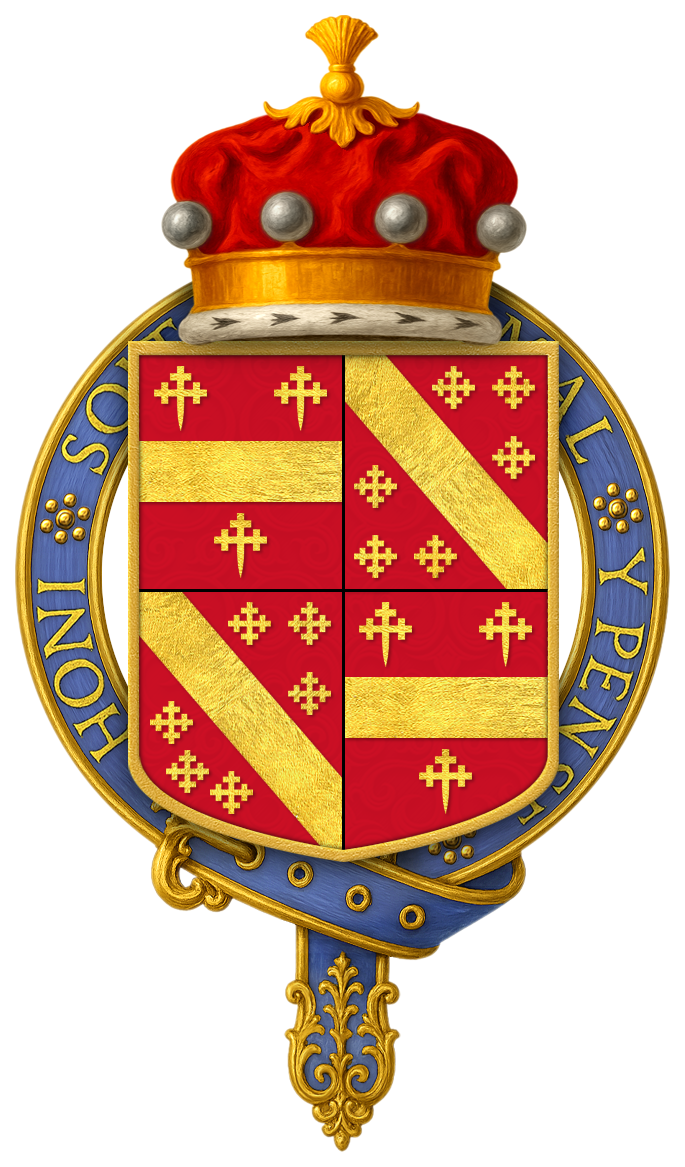
Wappen des William Ormsby-Gore, 4. Baron Harlech

William George Arthur Ormsby-Gore war der einzige Sohn von George Ralph Charles Ormsby-Gore (1855–1938), der von 1901 bis 1904 Mitglied des Unterhauses war und 1904 den Titel als 3. Baron Harlech erbte, und dessen Ehefrau Lady Margaret Ethel Gordon († 1950), eine Tochter von Charles Gordon, 10. Marquess of Huntly. Nach dem Besuch des renommierten Eton College absolvierte er ein Studium der Modernen Geschichte am New College an der University of Oxford, welches er 1907 mit einem Bachelor of Arts (B.A. Modern History) beendete.
Bei der Unterhauswahl vom 15. Januar bis 10. Februar 1910 wurde Ormsby-Gore im Wahlkreis Denbigh Boroughs für die Conservative Party erstmals zum Mitglied des Unterhauses (House of Commons) und hatte diesen Wahlkreis nach seiner Wiederwahl bei der Unterhauswahl vom 3. bis 19. Dezember 1910 bis zum 14. Dezember 1918 inne. Bei seiner ersten Wahl setzte er sich mit 2.437 Stimmen (50,1 Prozent) mit nur zehn Stimmen Mehrheit gegen den Kandidaten von Liberal-Labour Clement Edwards durch, auf den 2.427 Stimmen (49,9 Prozent) durch.
Während des Ersten Weltkrieges versah er aktiven Militärdienst in der Shropshire Yeomanry, der er seit 1908 angehörte, und war zuletzt Geheimdienstoffizier im Arabischen Büro bei Sir Henry McMahon, der zwischen 1915 und 1917 Hochkommissar für Ägypten war. Im März 1917 wurde er zunächst Parlamentarischer Privatsekretär von Alfred Milner, 1. Viscount Milner und kurz darauf zur Unterstützung von Sir Mark Sykes zum Stellvertretenden Sekretär des Kriegskabinetts (Assistant Secretary, War Cabinet) ernannt. Während er in Ägypten vom Zionismus beeindruckt war, baute er herzliche Beziehungen zu seinem Führer in London, Chaim Weizmann, auf, der in sein Büro flüchtete, während das Kabinett am 31. Oktober 1917 die Balfour-Deklaration billigte, und wurde mit dessen Unterstützung im März 1918 als britischer Verbindungsoffizier zur zionistischen Mission ins Heilige Land entsandt und behielt dies Funktion bis zu seiner Rückkehr nach London im August 1918.

### Parlamentarischer Unterstaatssekretär in den Kabinett Bonar Law und Baldwin

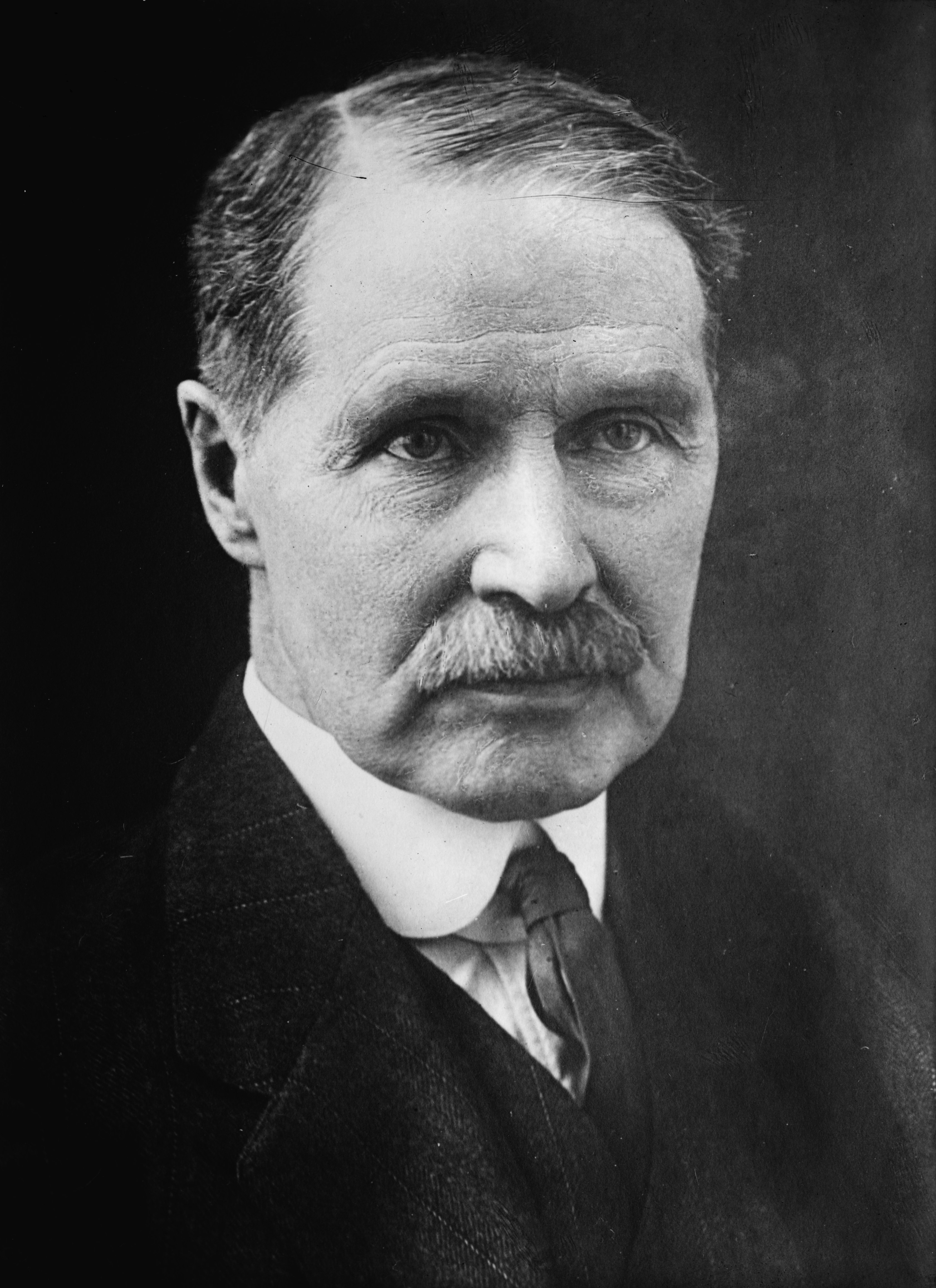
Im Kabinett von Premierminister Andrew Bonar Law übernahm Ormsby-Gore 1922 als Parlamentarischer Unterstaatssekretär im Kolonialministerium sein erstes Regierungsamt.

Bei der Unterhauswahl am 14. Dezember 1918 wurde Ormsby-Gore für die konservativen Tories im Wahlkreis Stafford wieder zum Abgeordneten des Unterhauses gewählt und gehörte diesem nach seinen Wiederwahlen bei den darauffolgenden Unterhauswahlen am 15. November 1922, 6. Dezember 1923, 9. Oktober 1924, 30. Mai 1929, 27. Oktober 1931 und 14. November 1935 bis zum 8. Mai 1938 an. Er war Mitglied der britischen Delegation bei der Pariser Friedenskonferenz 1919 und nahm an den Sitzungen der Ständigen Mandatskommission des Völkerbundes teil, deren erstes britisches Mitglied er zwischen Oktober 1921 und August 1922 war. Im Winter 1921/22 begleitete er den Unterstaatssekretär im Kolonialministerium, Edward Frederick Lindley Wood, auf einer Mission nach Westindien. Als überzeugter Konservativer spielte Harlech eine herausragende Rolle in der Tory-Revolte, die die Koalition 1922 beendete, und blieb ein entschiedener Unterstützer von Baldwin in den Parteispaltungen zur indischen Reform.
Am 24. Oktober 1922 wurde William Ormsby-Gore im Kabinett Bonar Law Parlamentarischer Unterstaatssekretär im Kolonialministerium (Under-Secretary of State for the Colonies) und bekleidete dieses Amt vom 22. Mai 1923	bis 23. Januar 1924 auch im ersten Kabinett Baldwin. Im Anschluss wurde er von James Henry Thomas, dem Kolonialminister in dem als Minderheitsregierung von der Labour Party gebildeten ersten Kabinett MacDonald, zum Vorsitzenden einer parteiübergreifenden Kommission ernannt wurde, die im Herbst Ost- und Zentralafrika besuchte. Er sprach sich gegen jede unmittelbare Föderation dieser Gebiete aus und empfahl ein vom Schatzamt garantiertes Darlehen von 10 Millionen Pfund, hauptsächlich für die Verbesserung des Transportwesens, wobei er einen Großteil der Gedanken des Kolonialentwicklungsgesetzes (Colonial Development Act) von 1929 vorwegnahm.
Am 6. November 1924 wurde er auch im zweiten Kabinett Baldwin erneut Parlamentarischer Unterstaatssekretär im Kolonialministerium und bekleidete das Amt fast fünf Jahre lang bis zum 4. Juni 1929. In dieser Funktion besuchte er 1926 Westafrika und wurde am 7. Februar 1927 auch zum Mitglied des Geheimen Kronrates (Privy Council) berufen. Während der Reise von Kolonialminister Leopold Stennett Amery durch das Britische Weltreich sowie der damit verbundenen Abwesenheit war er zwischen Juli 1927 und Januar 1928 für das Colonial Office verantwortlich und unternahm 1928 ebenfalls einen Besuch in Ceylon, British Malaya und Java. Zu dieser Zeit begann er zudem eine langjährige aktive Verbindung zu den führenden britischen Galerien und Museen und war zwischen 1927 und 1934 erstmals Treuhänder (Trustee) der National Gallery in London. Ungewöhnlich empfänglich für Ideen, war er immer unverblümt und manchmal ungestüm. Im Kolonialministerium versuchte er in den zwanziger Jahren, die wissenschaftliche Forschung und ihre Anwendung auf die medizinischen und landwirtschaftlichen Probleme tropischer Abhängigkeiten zu fördern, und nahm eine führende Rolle bei dem Versuch ein, Bildungspolitiken zu entwickeln, die besser mit afrikanischen Umgebungen vereinbar waren, aber eine konstruktive Entwicklung wurde weitgehend aufgrund der bestehenden finanziellen Beschränkungen vereitelt.

### Minister in den Nationalregierungen

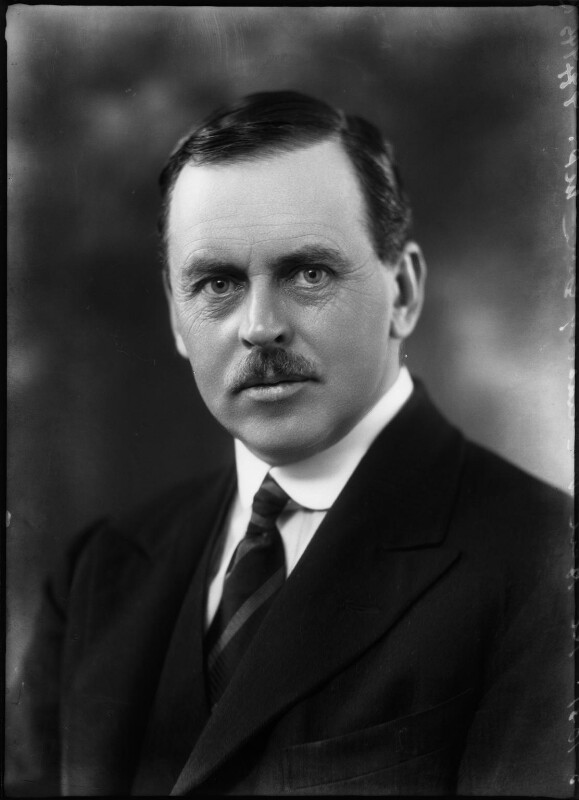
William Ormsby-Gore (1931)

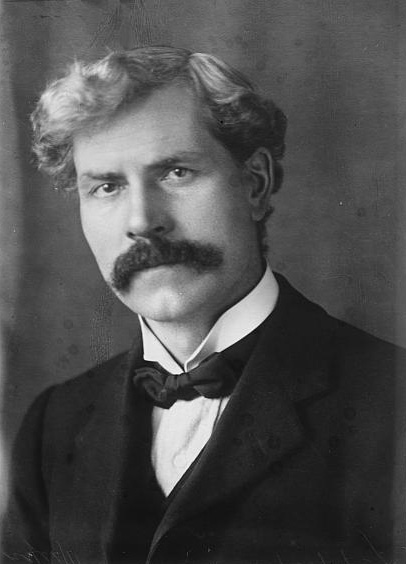
In der sogenannten „ersten Nationalen Regierung“ von Premierminister Ramsay MacDonald war Ormsby-Gore 1931 Postminister sowie in der sogenannten „zweiten Nationalregierung“ von 1931 bis 1935 Minister für öffentliche Arbeiten.

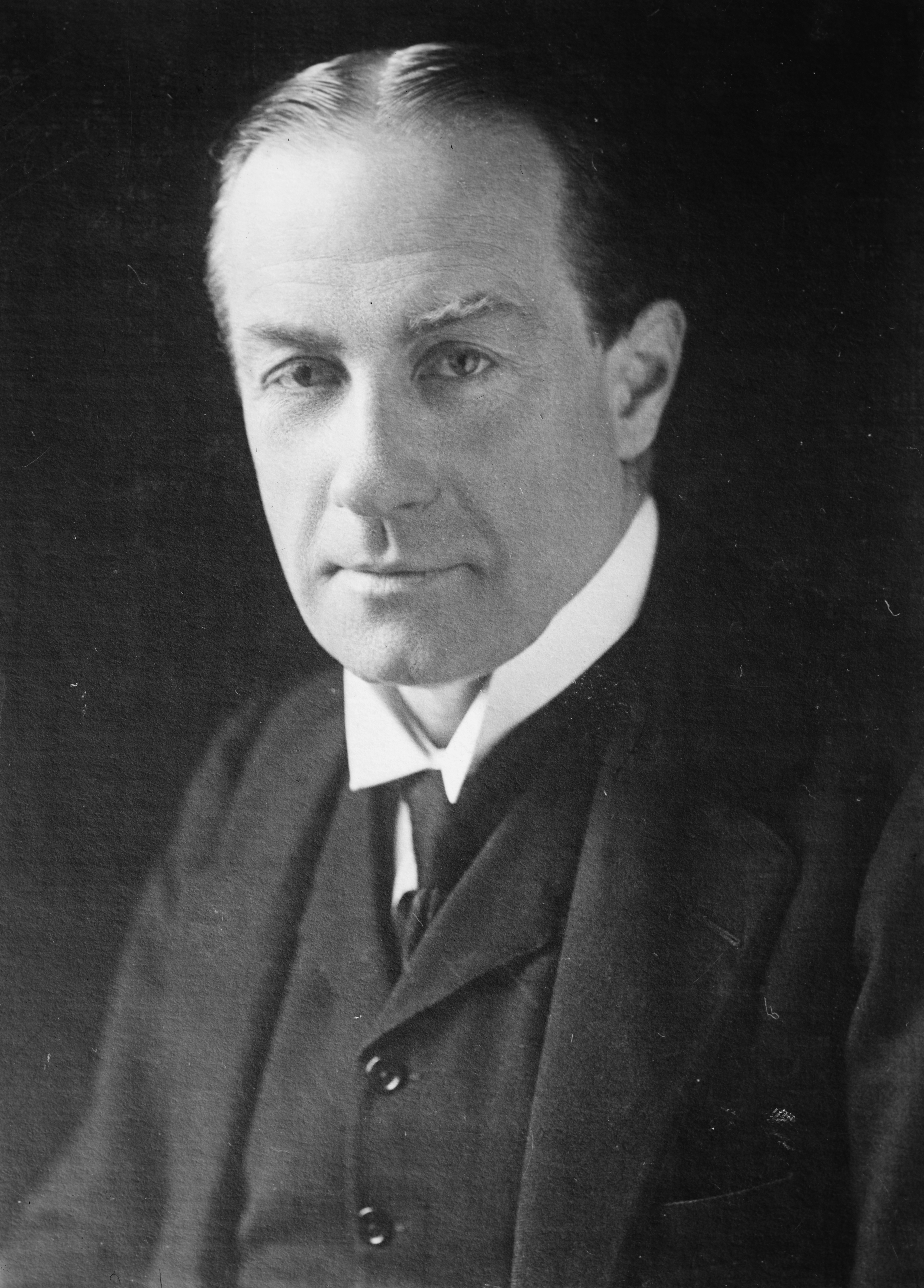
In der sogenannten „dritten Nationalregierung“ von Premierminister Stanley Baldwin war Ormsby-Gore zwischen 1935 und 1936 ebenfalls Minister für öffentliche Arbeiten sowie im Anschluss von 1936 bis 1937 in der noch Minister für die Kolonien.

Am 3. September 1931 übernahm William Ormsby-Gore im dritten Kabinett von Premierminister Ramsay MacDonald, der sogenannten „ersten Nationalen Regierung“, den Posten als Generalpostmeister (Postmaster-General) und war als solcher bis zum 5. Oktober 1931 Postminister ohne Kabinettssitz.
Im Anschluss übernahm er am 5. Oktober 1931 im vierten Kabinett von Premierminister MacDonald, der sogenannten „zweiten Nationalregierung“ das Amt als Minister für öffentliche Arbeiten (First Commissioner of Works) und bekleidete dieses Amt vom 7. Juni 1935 bis zum 28. Mai 1936 auch im dritten Kabinett von Premierminister MacDonald, der sogenannten „dritten Nationalregierung“, woraufhin am 16. Juni 1936 James Stanhope, 7. Earl Stanhope sein Nachfolger wurde. Unter seiner Schirmherrschaft wurde ein entschlossener Versuch unternommen, die architektonischen Standards neuer Postämter und Arbeitsämter zu verbessern. Er war zudem zwischen 1934 und 1937 erstmals Treuhänder der Tate Gallery und wurde 1936 Fellow des New College der University of Oxford. Er widersetzte sich dem 1935 vom britischen Außenminister Samuel Hoare und vom französischen Außenminister Pierre Laval unterzeichneten Hoare-Laval-Pakt, der italienischen Aggression im Kaiserreich Abessinien, dem heutigen Äthiopien, zur Beendigung des Abessinienkrieges entgegenzukommen, wodurch er vom damaligen Schatzkanzler Neville Chamberlain zusammen mit Landwirtschaftsminister Walter E. Elliot und Bildungsminister Oliver Stanley den verächtlichen Beinamen der Jungenbrigade (Boy’s Brigade) erhielt.
Im Zuge einer Regierungsumbildung übernahm Ormsby-Gore am 28. Mai 1936 als Nachfolger von James Henry Thomas den Posten als Minister für die Kolonien (Secretary of State for the Colonies) und übte dieses Amt vom 28. Mai 1937 bis zu seiner Ablösung durch Malcolm MacDonald am 16. Mai 1938 auch im ersten Kabinett von Premierminister Neville Chamberlain, der sogenannten „vierten Nationalen Regierung“.
Während seiner zweijährigen Tätigkeit als Kolonialminister hatte Ormsby-Gore wenig Gelegenheit für die konstruktive Arbeit, für die er durch Temperament und Erfahrung so gut gerüstet war. Vielleicht hatte kein anderer Minister für die Kolonien so viel Wissen aus erster Hand über das Kolonialreich. In dem Monat, in dem er sein Amt antrat, forderten die Araber, dass die jüdische Einwanderung nach Palästina und der Erwerb von Land dort beendet werden sollten, und griffen jüdisches Leben und Eigentum an. Eine Königliche Kommission (Palestine Royal Commission) unter der Leitung von William Peel, 1. Earl Peel berichtete im Juli 1937, dass das Mandat nicht durchführbar sei, und empfahl die Teilung und die Schaffung eines stark verkürzten, aber unabhängigen jüdischen Staates. Die Regierung nahm diese Vorschläge auf Empfehlung von Ormsby-Gore an. Es gelang ihm jedoch nicht, das Parlament davon zu überzeugen, sie zu billigen, sondern nur zuzustimmen, dass der Plan dem Völkerbund vorgelegt werden könnte, während er klarstellte, dass das Parlament nicht einmal dem Prinzip der Teilung verpflichtet sei, geschweige denn den tatsächlichen Vorschlägen der Kommission. Als sich die internationale Lage verschlechterte, bemühte sich die britische Regierung zunehmend darum, die Feindseligkeit der arabischen Staaten gegenüber einer fortgesetzten jüdischen Einwanderung zu besänftigen. Ormsby-Gore sah sich der Teilung verpflichtet. Seine Hoffnung im Jahr 1918, dass zionistische Ziele ohne politische Vorherrschaft erreicht werden könnten, erschien bald visionär, aber seine Akzeptanz der Teilung, wenn auch in Anbetracht der internationalen Situation im Jahr 1938 unangemessen, war eine mutige Einschätzung der Realitäten in Palästina. Er war auch ein ausgesprochener Kritiker des NS-Staates, so dass es kaum verwunderlich war, dass Premierminister Neville Chamberlain, als er sich im Mai 1938 gezwungen sah, seinen Rücktritt anzubieten, ihn hätte annehmen sollen. Er war zudem erneut von 1936 bis 1941 Treuhänder der National Gallery und wurde 1937 außerdem Treuhänder des British Museum auf Lebenszeit sowie Präsident des National Museum Wales.

### Baron Harlech, Mitglied des Oberhauses und Hochkommissar für Südafrika
Beim Tod seines Vaters erbte William Ormsby-Gore am 8. Mai 1938 dessen Adelstitel als 4. Baron Harlech, of Harlech in the County of Merioneth, der am 14. Januar 1876 in der Peerage of the United Kingdom geschaffen worden war. Dadurch wurde er zugleich Mitglied des Oberhauses (House of Lords), dem er bis zu seinem Tod am 14. Februar 1964 angehörte. Kurz darauf wurde er am 9. Juni 1938 auch als Knight Grand Cross des Order of St Michael and St George (GCMG) ausgezeichnet. Als Baron Harlech übernahm er von seinem Vater das Amt als Lord Lieutenant der Grafschaft Merionethshire und hatte dieses Amt bis zum 25. Juni 1957 inne, woraufhin Colonel John Francis Williams-Wynne, seine Nachfolge antrat. Er wurde 1938 außerdem Konstabler (Constable) von Harlech Castle. Zudem diente er von 1939 bis 1940 als Beauftragter für den Zivilschutz in der Nordostregion (Commissioner for Civil Defence in the North-East Region), aber sein scharfsinniger und aktiver Charakter rieb an den Beschränkungen, die die Regierung in Whitehall immer noch auferlegte.
Am 24. Mai 1941 löste Baron Harlech Sir Edward John Harding als Hochkommissar für Südafrika ab und verblieb auf diesem Posten bis zum 13. Mai 1944, woraufhin Harold Eddey Priestman das Amt zunächst kommissarisch übernahm, ehe Walter Clarence Huggard am 23. Juni 1944 neuer Hochkommissar wurde. Er bewunderte die intellektuelle Bandbreite des Premierministers von Südafrika Jan Christiaan Smuts sehr, fand aber sonst wenig Bewunderung in der Politik und Gesellschaft dieses Landes. Die lange Verbindung zwischen Smuts und Churchill und vielen anderen führenden britischen Persönlichkeiten schränkte die Vermittlerrolle des Hochkommissars stark ein, obwohl seine informativen Berichte vom damaligen Minister für die Dominien, Clement Attlee, geschätzt wurden.

### Spätere Ämter, Ehe und Nachkommen

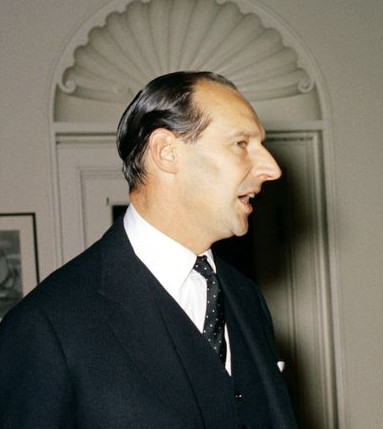
Sein zweitältester Sohn William David Ormsby-Gore, der unter anderem Mitglied des Unterhauses, Staatsminister im Außenministerium sowie Botschafter in den Vereinigten Staaten war, erbte 1964 den Titel als 5. Baron Harlech.

Nach Harlechs Rückkehr nach London im Jahr 1944 wurde er Direktor der Midland Bank, deren Vorstandsvorsitzender er von 1952 bis 1957 war. Sie umfasste die London Joint Stock Bank, an deren Gründung sein Urgroßvater 1836 mitgewirkt hatte. Er war ferner erneut von 1945 bis 1953 Treuhänder der Tate Gallery und fungierte zwischen 1948 und 1956 auch als Vorsitzender der Ständigen Kommission für Museen und Galerien (Standing Commission on Museums and Galleries). Er widmete viel Zeit der University of Wales, deren Pro-Kanzler (Pro-Chancellor) er von 1945 bis 1957 war. Er war daneben von 1946 bis 1963 auch Konstabler von Caernarfon Castle. Am 12. März 1948 wurde er zum Knight Companion des Hosenbandordens (KG) erhoben. Er war auch Vorsitzender von die Bank of British West Africa von 1951 bis 1961. Unter seiner Schirmherrschaft wurden die Personalbedingungen und die Ausbildung verbessert und eine erhebliche Ausweitung des Handelsgeschäfts in Afrika gefördert. Er erbte eine umfangreiche Familienbibliothek und obwohl er gezwungen war, sie zu verkleinern, als er 1955 aufhörte, in Brogyntyn in Shropshire zu leben, fügte er später viele seltene Bücher hinzu. Des Weiteren war er von 1950 bis 1958 war er Präsident der National Library of Wales.
William Ormsby-Gore heiratete am 12. April 1913 Lady Beatrice Edith Mildred Gascoyne-Cecil (1891–1980), Tochter von James Gascoyne-Cecil, 4. Marquess of Salisbury, der unter anderem Lordsiegelbewahrer, Handelsminister (President of the Board of Trade), Lord President of the Council sowie Chancellor of the Duchy of Lancaster war. Lady Beatrice Edith Mildred Gascoyne-Cecil selbst wurde 1941 zunächst Lady of the Bedchamber sowie 1946 Extra Lady of the Bedchamber von Queen Elizabeth und wurde 1947 zur Dame Commander des Royal Victorian Order (DCVO) geschlagen.
Aus dieser Ehe gingen drei Söhne und drei Töchter hervor. Die älteste Tochter Mary Hermione Ormsby-Gore (1914–2006) war unter anderem in zweiter Ehe mit dem Diplomaten Sir Alexander Lees Mayall verheiratet. Der älteste Sohn Owen Gerard Cecil Ormsby-Gore (1916–1935) verstarb bei einem Autounfall, so dass der zweitälteste Sohn William David Ormsby-Gore, der unter anderem Mitglied des Unterhauses, Staatsminister im Außenministerium sowie Botschafter in den Vereinigten Staaten war, 1964 den Titel als 5. Baron Harlech erbte. Die zweitälteste Tochter Katherine Margaret Alice Ormsby-Gore (1921–2017), die 1968 Vize-Vorsitzende der Conservative Party war und 1974 zur Dame Commander des Order of the British Empire (DBE) geschlagen wurde, war seit 1942 mit dem Politiker Maurice Macmillan (1921–1984) verheiratet, Sohn des späteren Premierministers Harold Macmillan. Der jüngste Sohn John Julian Stafford Ormsby-Gore (1925–2008) diente als Hauptmann bei den Coldstream Guards und verstarb kinderlos, während die jüngste Tochter Elizabeth Jane Ormsby-Gore (1929–2004) seit 1962 mit dem Hals-Nasen-Ohren-Arzt und späteren 3. Baron Wardington William Simon Pease (1925–2019) verheiratet war. William Ormsby-Gore, 4. Baron Harlech, starb am 14. Februar 1964 in Bayswater, London.

## Veröffentlichungen

### Politische Werke
- Report of the Imperial Institute Committee of Enquiry 1923 together with resolutions of the Imperial Economic Conference on the subject (1923)
- Education policy in British tropical Africa (1925)
- East Africa. Report of the East Africa Commission. Presented by the secretary of state for the colonies to Parliament by command of His Majesty, April, 1925. (1925)
- First report of the Advisory committee on social hygiene (1925)
- Report by the Hon, W. G. A. Ormsby-Gore, M. P. (Parliamentary under-secretary of state for the colonies), on his visit to West Africa during the year 1926 (1926)
- Report of the Research co-ordination sub-committee (1928)
- Illustrated regional guides to ancient monuments under the ownership or guardianship of His Majesty's Office of Works, 4 Bände (1935, 1936 und 1948)
- Chieftainship in Bantu Africa and indirect rule in British African dependencies, with special reference to the High Commission Territories in South Africa, 1943

### Kulturhistorische Werke
- Florentine Sculptors of the Fifteenth Century (1930)
- The Triumph of Caesar. A series of nine paintings in the Orangery at Hampton Court Palace (1949)
- Castles and manor-houses. Illustrated (1951)